# Merrydale
Merrydale és una població dels Estats Units a l'estat de Louisiana. Segons el cens del 2000 tenia 10.427 habitants.

## Demografia
Segons el cens del 2000, Merrydale tenia 10.427 habitants, 3.284 habitatges, i 2.666 famílies. La densitat de població era de 945 habitants/km².
Dels 3.284 habitatges en un 47,3% hi vivien nens de menys de 18 anys, en un 46% hi vivien parelles casades, en un 30,1% dones solteres, i en un 18,8% no eren unitats familiars. En el 16,4% dels habitatges hi vivien persones soles el 4,9% de les quals corresponia a persones de 65 anys o més que vivien soles. El nombre mitjà de persones vivint en cada habitatge era de 3,15 i el nombre mitjà de persones que vivien en cada família era de 3,52.
Per edats la població es repartia de la següent manera: un 34,6% tenia menys de 18 anys, un 10,9% entre 18 i 24, un 26,8% entre 25 i 44, un 20,9% de 45 a 60 i un 6,8% 65 anys o més.
L'edat mediana era de 29 anys. Per cada 100 dones de 18 o més anys hi havia 79 homes.
La renda mediana per habitatge era de 28.544 $ i la renda mediana per família de 30.289 $. Els homes tenien una renda mediana de 27.745 $ mentre que les dones 19.518 $. La renda per capita de la població era de 10.664 $. Entorn del 28,6% de les famílies i el 31,6% de la població estaven per davall del llindar de pobresa.

## Poblacions més properes
El següent diagrama mostra les poblacions més properes.